# Eryops

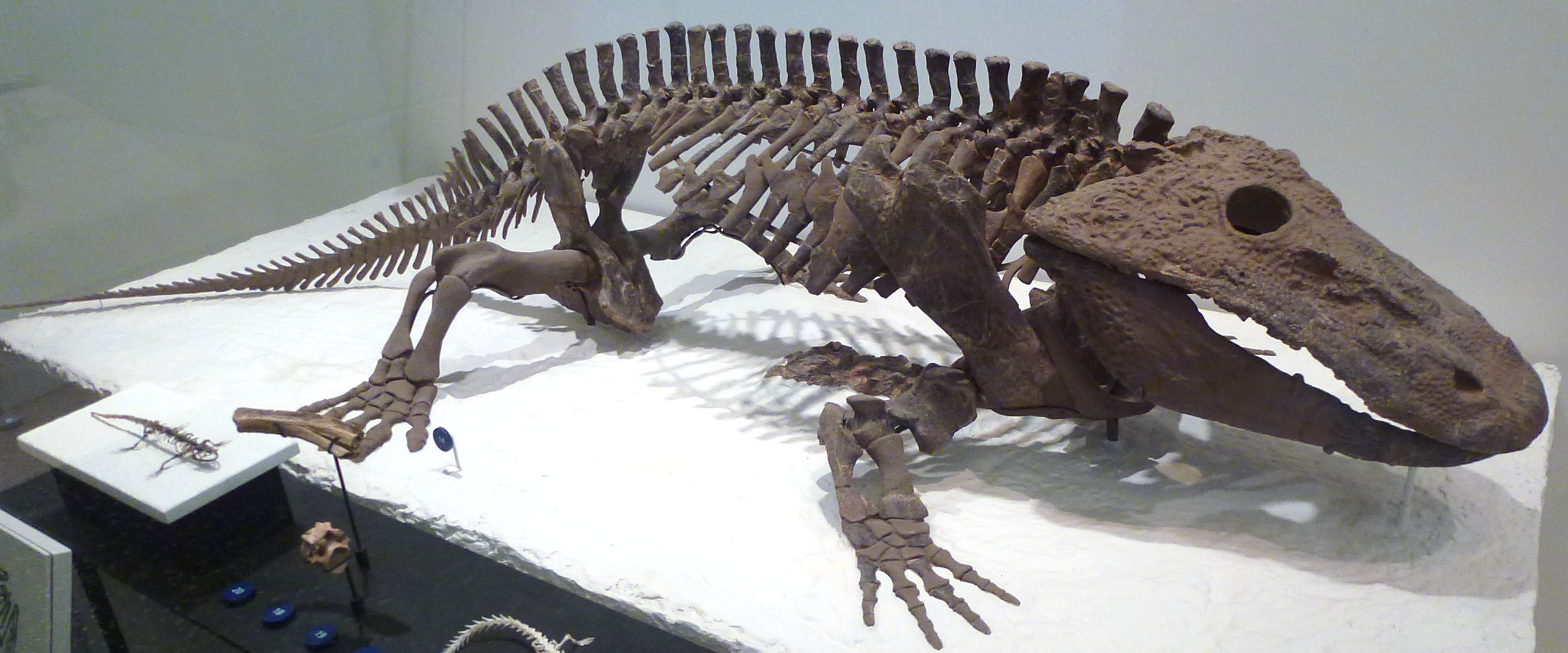
Eryops megacephalus, skelet, rekonstrukce

Eryops je rod primitivních obojživelníků z podtřídy vráskozubí (Labyrinthodontia), řádu Temnospondyli. Zástupci tohoto rodu žili v období svrchního karbonu až permu. Na délku měřili 150 cm až 200 cm.

## Charakteristika a popis
V raném permu byl Eryops jedním z nejhojnějších obojživelníků. Byl statný, měl krátký ocas, krátké silné nohy a širokou protáhlou hlavu s množstvím ostrých zubů a silné čelisti; velké oční důlky směřovaly nahoru.

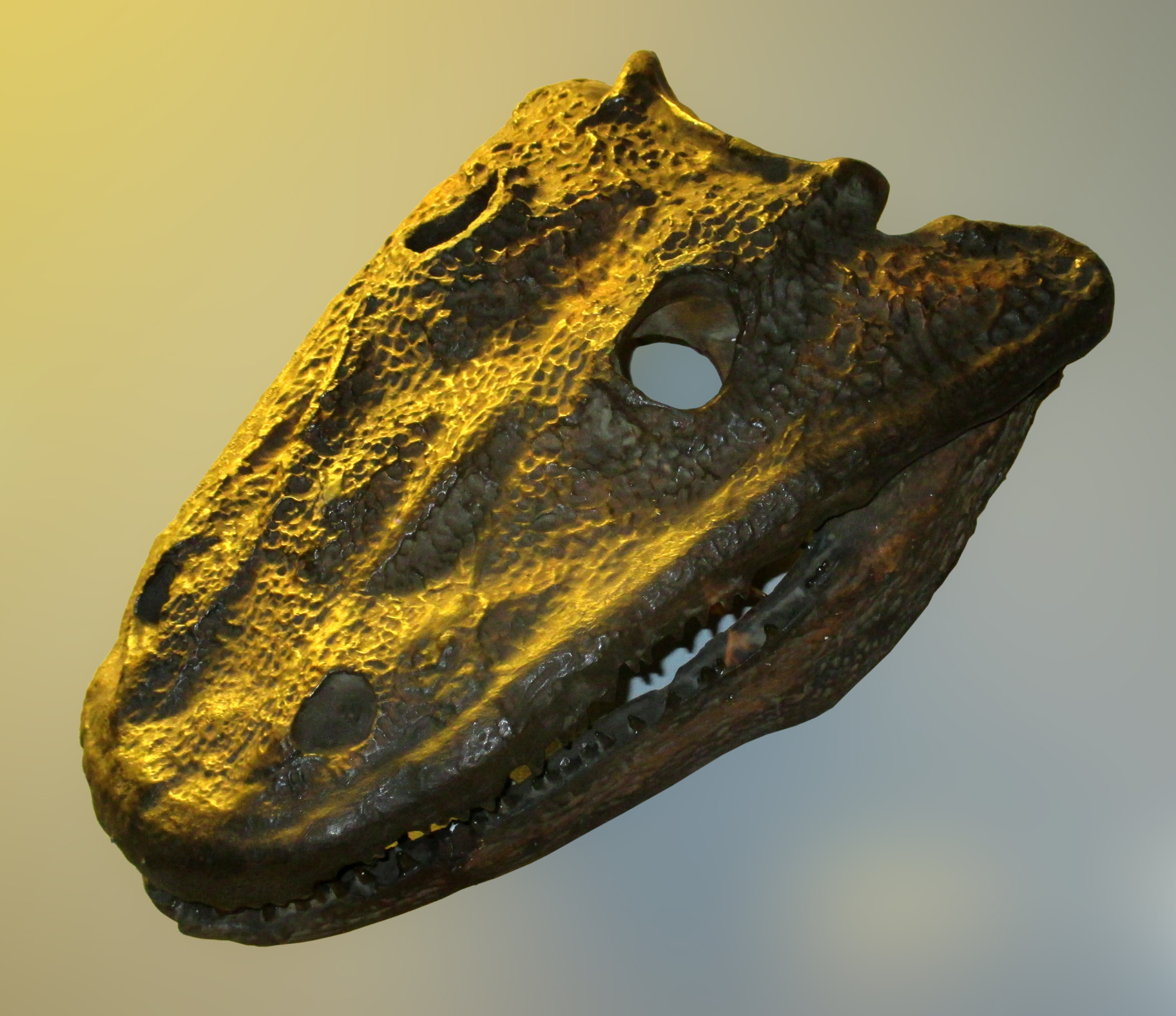
Eryops megacephalus, odlitek hlavy (Göteborgs Naturhistoriska Museum, Švédsko)

Eryops byl primitivní formou obojživelníka, což dokazuje např. sluchová kůstka, kolumela (columella), která velikostí odpovídá původnímu elementu žaberního oblouku a kvůli hmotnosti nebyla schopna přenášet kmity z vnějšího prostředí do vnitřního ucha. Také jeho zadní končetiny měly stavbu podobnou stavbě končetin současných mloků.
Pravděpodobně se živil rybami i suchozemskými obratlovci. Patrně měl jen málo predátorů, i když vrcholovým predátorem té doby byl synapsid Dimetrodon, který byl větší. Ve spodním permu bylo nalezeno několik kompletních koster Eryopse, častěji se však vyskytují fosilie lebečních kostí a zubů.
Jediným dosud známým druhem je Eryops megacephalus (Cope, 1877). Žil v období svrchního karbonu až permu. Primitivní tenmospodylní obojživelník dosahoval velikosti téměř 200 cm. Vyskytoval se na území dnešní Severní Ameriky. Hmotnost tohoto obojživelníka byla odhadnuta na 102 až 222 kilogramů.
Uvádí se, že „eryops“ znamená v řečtině „protáhlá tvář“ (ἐρύειν = eryein + ὤψ = ops).